# Arnold Newman
Pour les articles homonymes, voir Newman.
Arnold Abner Newman (3 mars 1918 à New York - 6 juin 2006 à New York) est un photographe américain considéré comme un pionnier du portrait environnemental d'homme politique ou d'artiste, intégrant dans la même image le modèle et son œuvre.

## Biographie
Il a grandi dans le New Jersey et en Floride.
Formé à l'école d'art de l'université de Miami, il est entré dans la profession en 1939, travaillant pour des studios spécialisés dans le portrait à la chaîne.
Sa première exposition, en 1941, il la doit à Beaumont Newhall du Museum of Modern Art et au soutien du photographe Alfred Stieglitz[réf. nécessaire].
Durant 65 ans, il a photographié les figures du monde politique, des affaires et de la culture. Il est l'auteur de portraits de Pablo Picasso, John F. Kennedy, Igor Stravinsky, Marilyn Monroe, Ayn Rand et des dizaines d'autres écrivains, acteurs, peintres, compositeurs et hommes politiques de la deuxième moitié du XXe siècle.
Pour Jonathan Klein (en), directeur de l'agence photographique Getty Images, Newman, dont il était l'un des proches, fut un véritable pionnier qui a fait progresser l'art du portrait tout au long de sa carrière. « Il avait su saisir les images définitives de nombre des personnalités les plus marquantes du XXe siècle et a considérablement influencé une génération de photographes. », a-t-il ajouté[Quand ?].
Créé en 2009 par la Fondation Arnold et Augusta Newman, en hommage à Arnold Newman, le Prix Arnold-Newman pour les nouvelles orientations du portrait photographique (en anglais, Arnold Newman Prize For New Directions in Photographic Portraiture) est décerné chaque année depuis 2010 à un photographe dont le travail démontre une nouvelle vision du portrait photographique.

## Récompenses
- 2004 : médaille du centenaire de la Royal Photographic Society[1]